# Дитирозин
Дитирозин (битирозин) — бифункциональная аминокислота, представляющая собой сдвоенную молекулу тирозина. Он впервые был выделен из каучукоподобного белка связок крыльев саранчи.  Дитирозин также содержится в белках резилине и эластине.
Дитирозин можно синтезировать из тирозина реакцией с пероксидазой из хрена и пероксидом водорода.
В пептидных последовательностях обозначается Dty или DiTyr.